# بلطي (سمك)

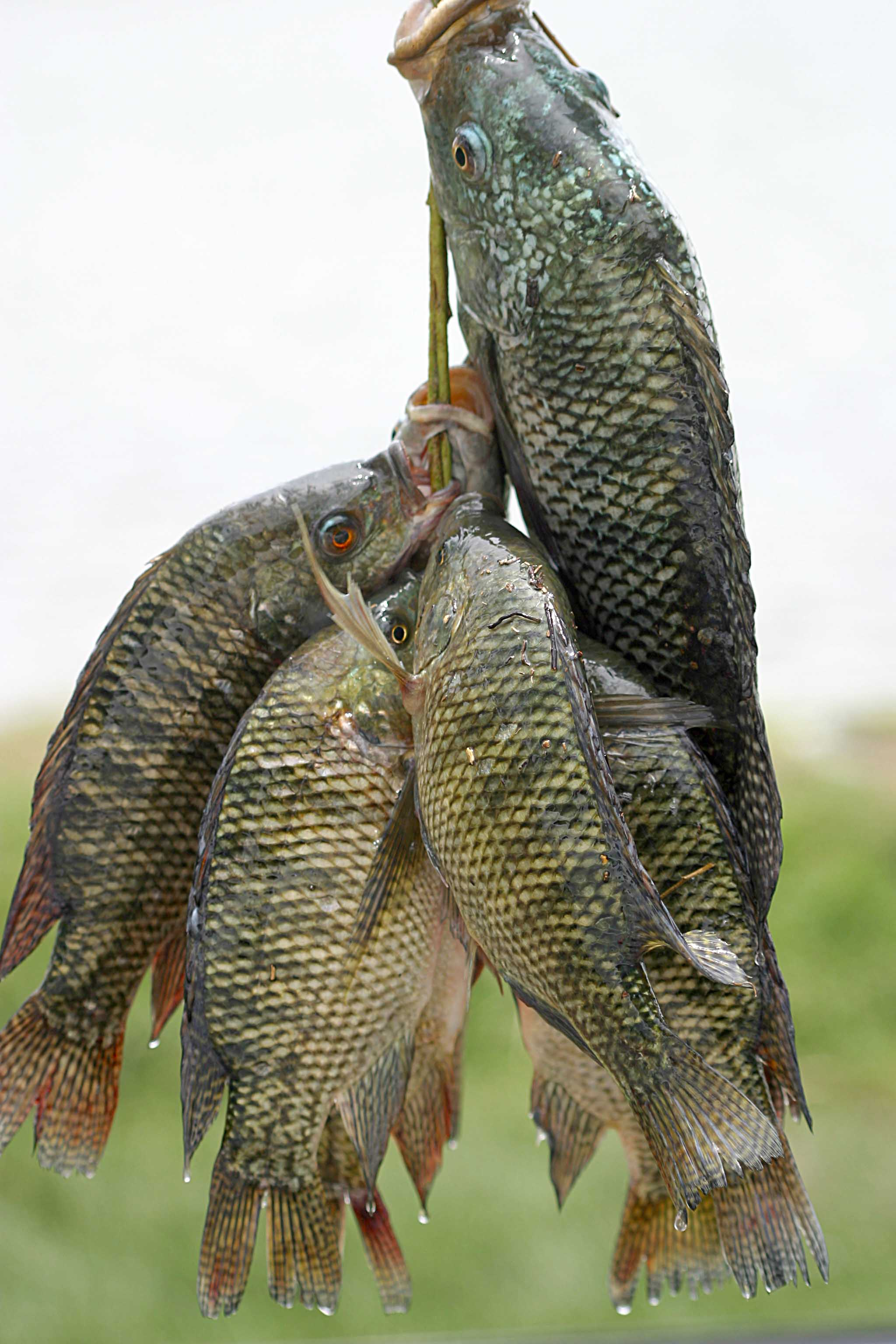
سمك النيل البلطي

سمك البلطي أو سمك المشط هو الاسم الشائع لجنس من الأسماك يضم ما يقرب من مائة نوع.
لأسماك البلطي أهمية كبيرة في مناطق متعددة من العالم خصوصاً المناطق المدارية، إذ تمتاز هذه الأسماك بمجموعة من الصفات تجعلها مناسبة للتربية في المزارع، وأهم هذه الصفات قدرتها على مقاومة زيادة كثافة المياه وقدرتها أيضاً على البقاء في تركيز منخفض للأكسجين الذائب في الماء.
تنضج أسماك البلطي جنسيا بعمر عدة أشهر فقط وتتكاثر في أحواض للتربية قبل وصولها إلى الوزن التسويقي مما يؤثر سلبا على إنتاجها، وذلك بسبب زيادة الكثافة وانخفاض معدلات النمو

## الموطن الأصلي
تواجدت أسماك البلطي في المياه العذبة أو قليلة الملوحة في المناطق الاستوائية وشبه الاستوائية في أفريقيا وأمريكا الجنوبية، وانتقل بعدها إلى جنوبي آسيا والهند وقد نمت تربيتها الصناعية لأول مرة في أحواض اصطناعية في كينيا في بداية الربع الثاني من القرن العشرين. وكان النوع المربى هو البلطى الأسود T.Nigra ثم استؤنس البلطى الموزامبيقي T.Mosamica في أواخر الثلاثينات من هذا القرن وكانت النتائج تشير إلى إمكانية تربيته الصناعية وسرعة نموه ضمن أحواض التربية. بعد ذلك انتشرت تربية البلطى تدريجياً عبر آسيا وأقاليم أخرى من العالم.

## البلطي في الدول العربية
البلطي يتواجد طبيعيا بالاساس في المنطقة العربية في نهر النيل في مصر و السودان.
اما مؤخرا تم استزراعها في الاحواض و المزارع السمكية في عدة دول في مصر و الإمارات و السعودية و غيرها.
تعيش سمكة البلطي الإماراتية ذات الاسم العلمي « أوريوكروميس موزمبيقي بسام خلف » Oreochromis mossambicus bassamkhalafi  Khalaf,
2009 في برك وادي الوُريعة بإمارة الفجيرة في دولة الإمارات العربية المتحدة.

## تصنيف
تنتمي أسماك البلطى إلى العائلة Cichili dae والتي يمكن تسميتها بالبلطيات ولعل أهم الأجناس الاقتصادية لهذه العائلة جنس Tilapia وأهم أنواع هذا الجنس:
1. البلطي الزيلي T.zille.
2. بلطي الجليل الابيض T.gallilea
3. البلطي الازرق T.aurea
4. البلطي النيلي T.Nilotica.[6]

## أسماك البلطي باعتبارها مكافحة حيوية
استخدمت أسماك البلطي في كينيا لمكافحة البعوض الناقل لمرض الملاريا، حيث تلتهم يرقات البعوض، وبالتالي تخفض عدد إناث البعوض ناقل المرض البالغات، لكن كثيرا ما طغت الجوانب السلبية للبلطي كمدمر لتوازن البيئة المحلية على هذه الفوائد.

## معلومات غذائية عن وصفة السمك البلطي
تحضّر وصفة السمك البلطي من السمك، الثوم، عصير الليمون الحامض، الخل، الملح، البهار، الفلفل الأسود والزيت النباتي.
تحتوي وجبة السمك البلطي (300غ تقريباً) على المعلومات الغذائية التالية:
- السعرات الحرارية: 344
- الدهون: 15
- الدهون المشبعة: 2
- الكوليسترول: 150
- الكاربوهيدرات: 2
- البروتينات: 48

مع العلم أنه لم يتم احتساب الزيت النباتي

## معرض صور

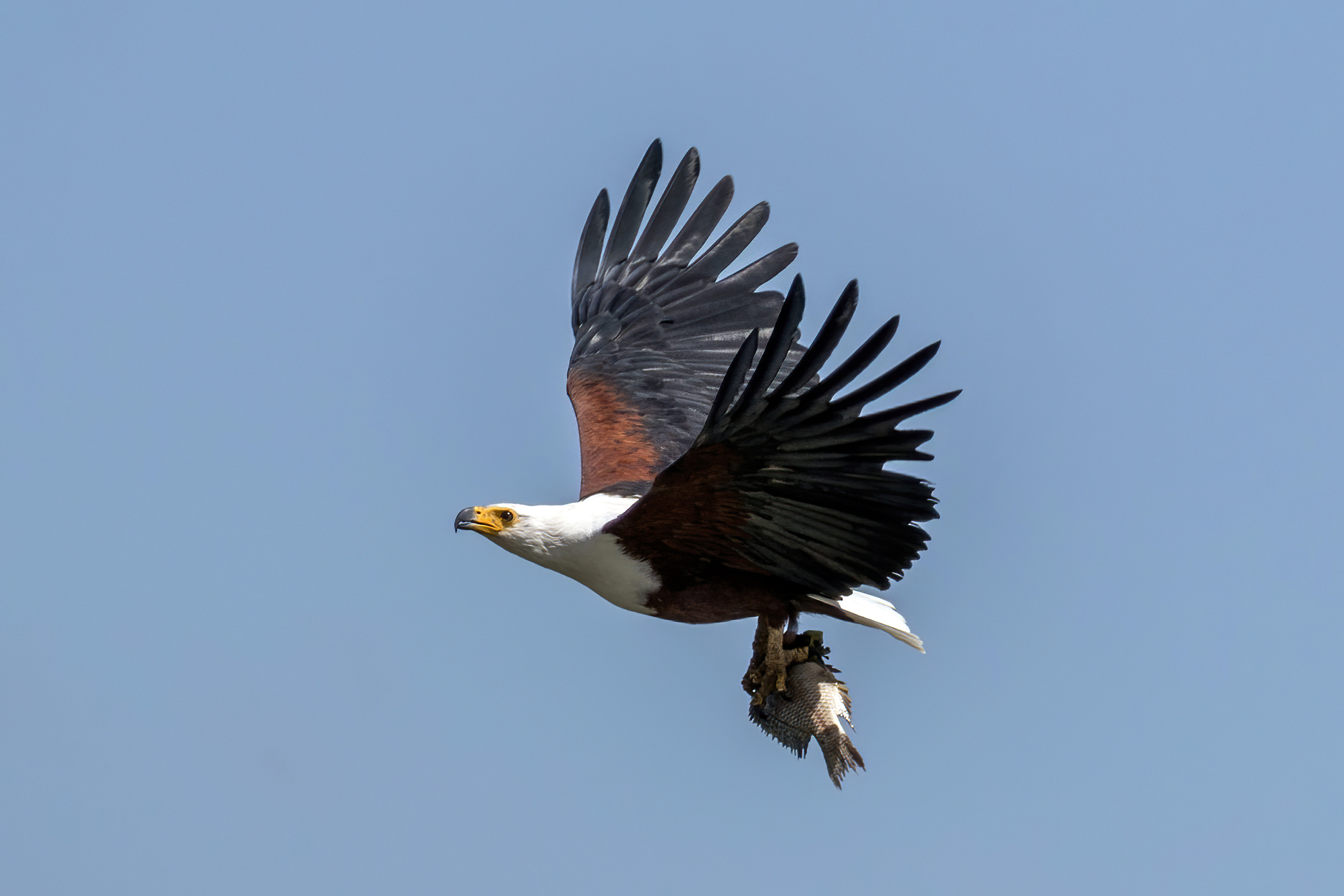
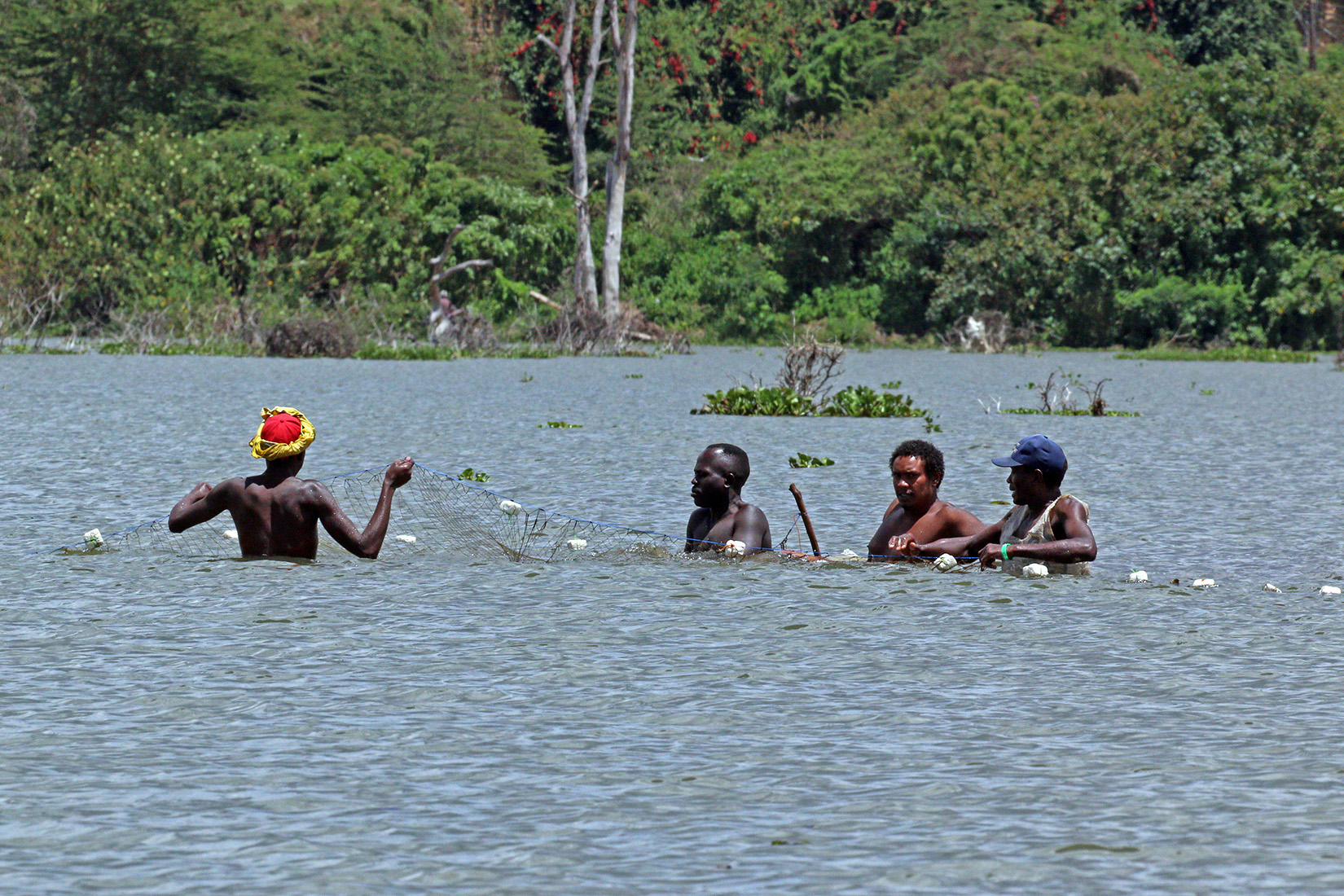
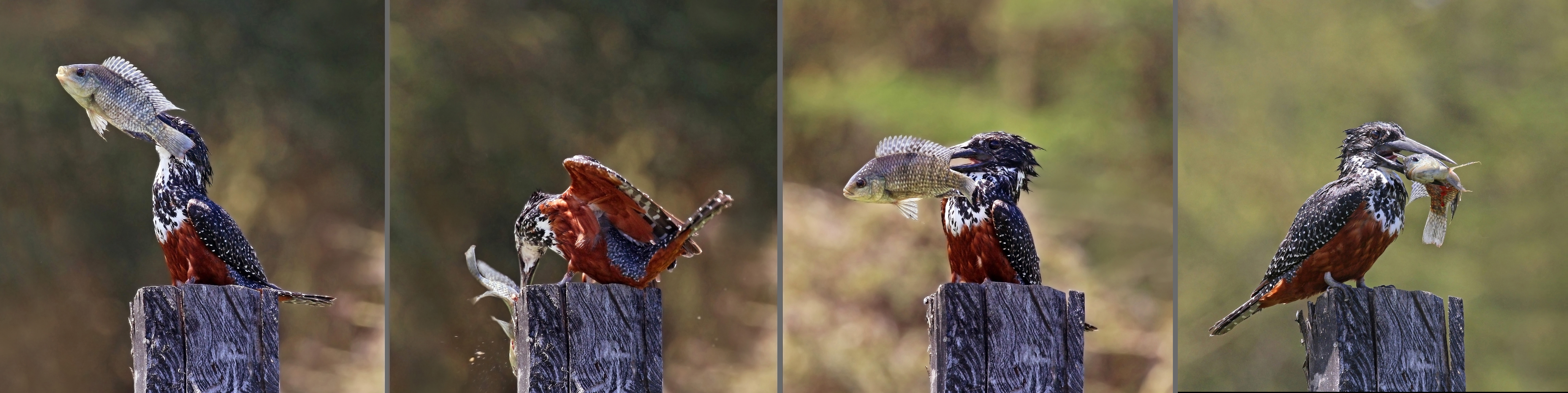